# کنیسای خوربا

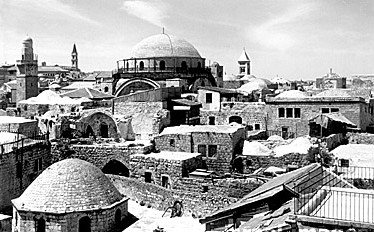
تصویری از کنیسه خوربا در سال ۱۹۲۰ میلادی.

کنیسای خوربا (به عبری: בית הכנסת החורבה به معنای ویران‌شده)، کنیسه‌ای تاریخی است که در بخش یهودی‌نشین شرق اورشلیم واقع شده است. این کنیسای در فاصله چند صد متری از مسجدالاقصی و دیوار ندبه واقع شده‌است.
کنیسای خوربا پس از سال‌ها بازسازی، در تاریخ ۱۵ مارس ۲۰۱۰ میلادی، بازگشایی شد. بازگشایی کنیسای خوربا با واکنش اعتراضی برخی فلسطینی‌ها همراه بود که در پی آن دست‌کم ۲۰ فلسطینی و ۲ نفر از افراد گارد مرزی اسرائیل زخمی شدند.

## نگارخانه

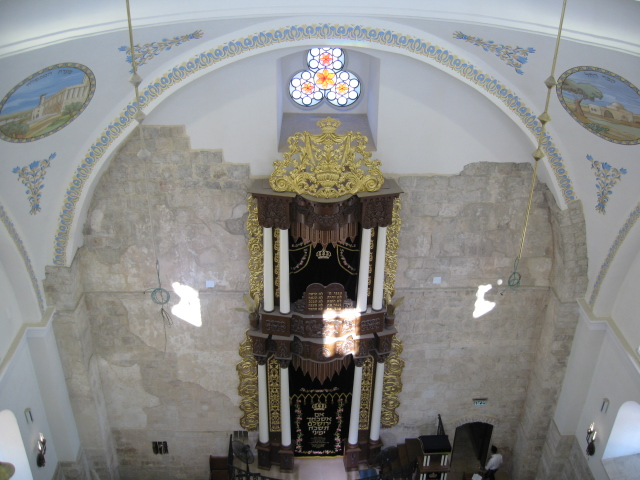
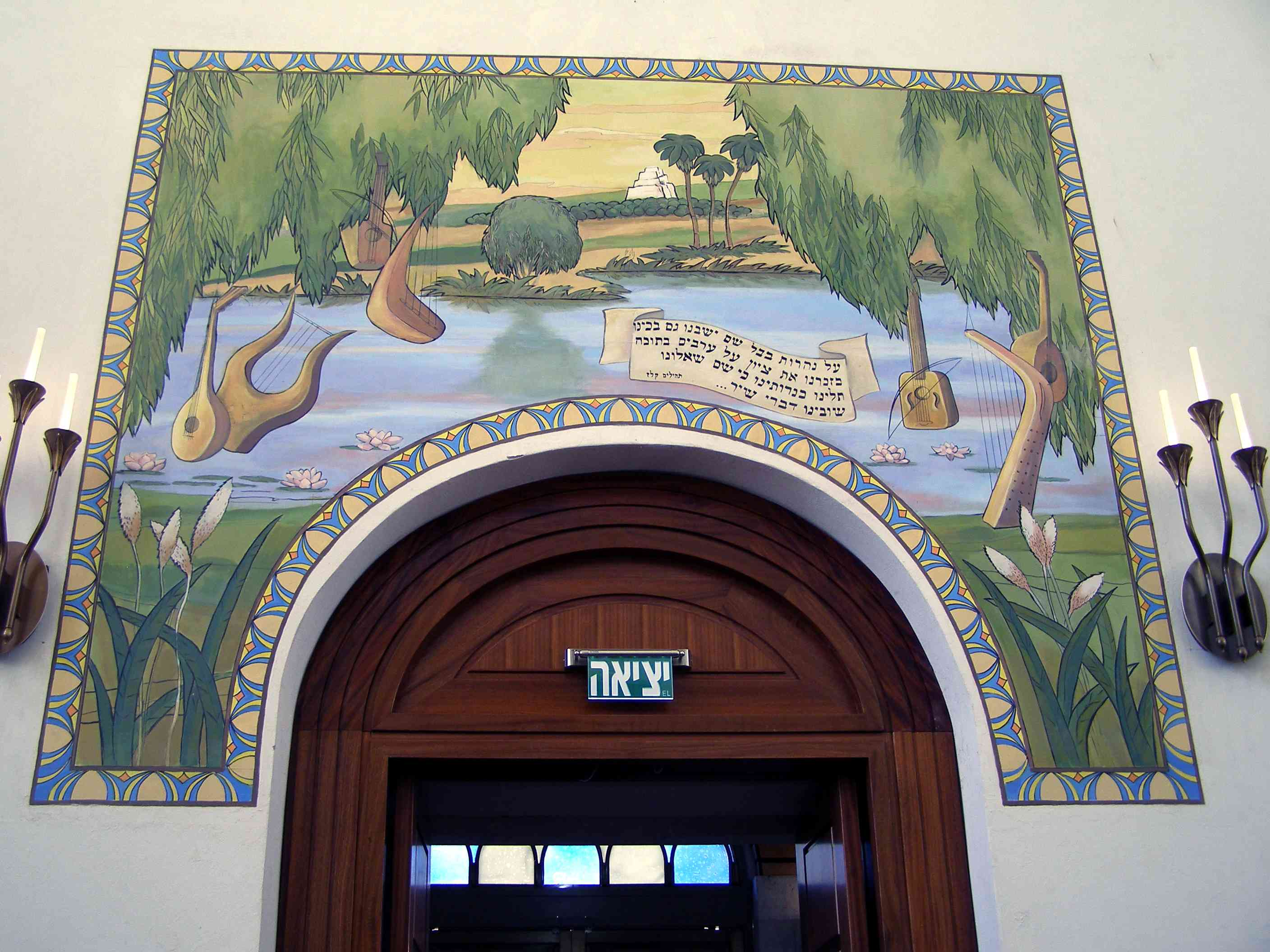
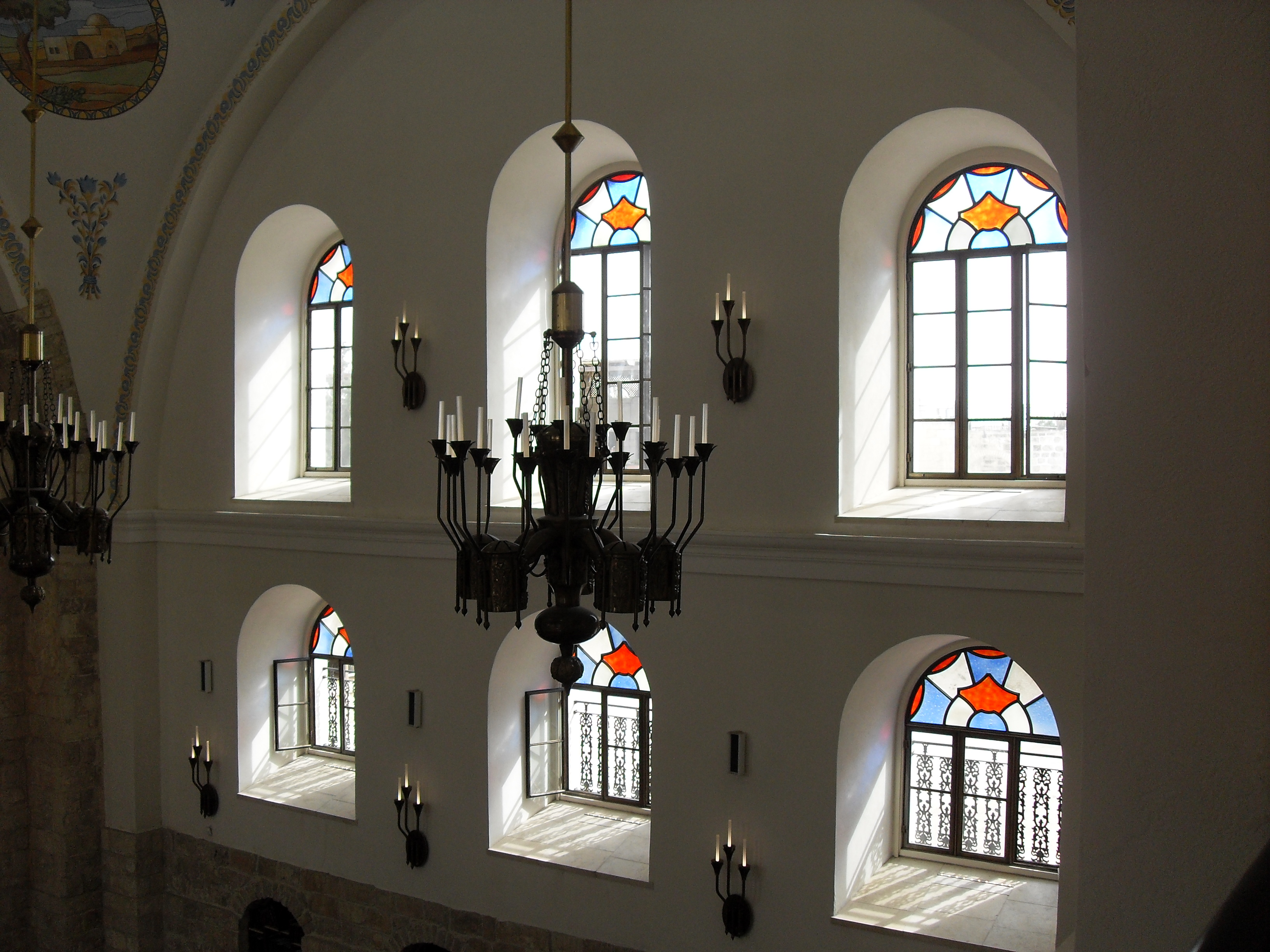
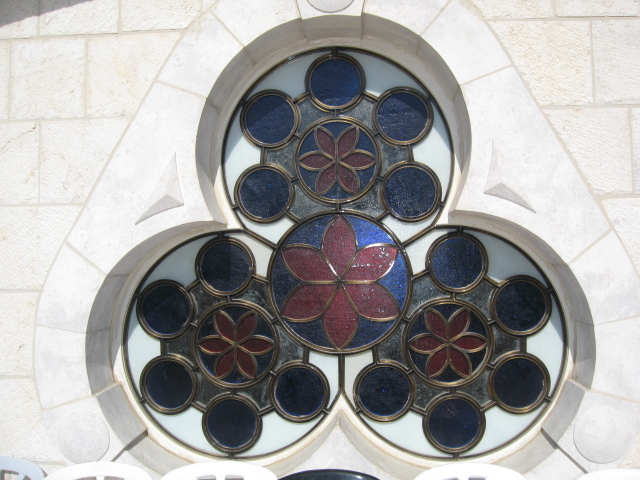
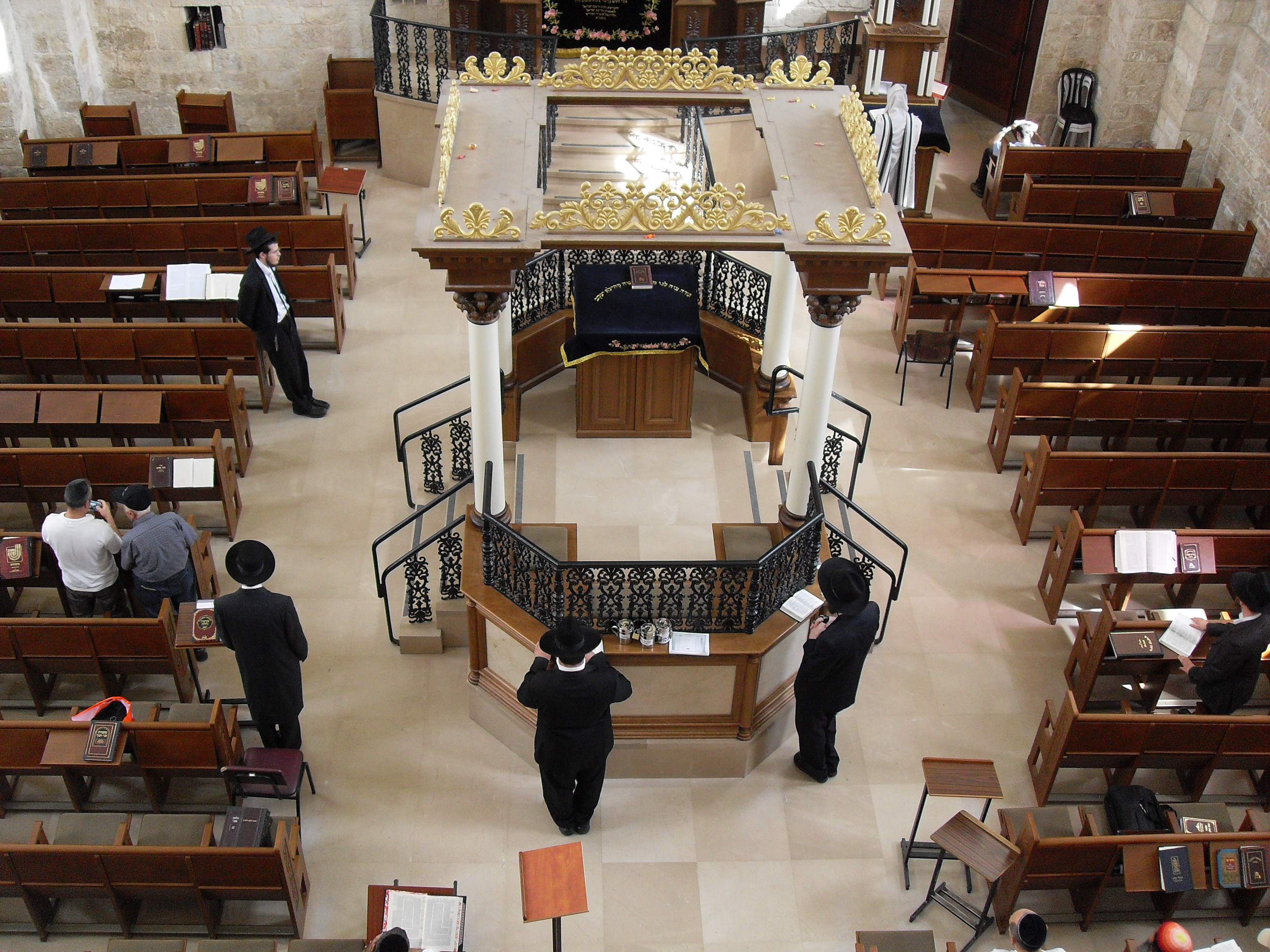

## تاریخچه

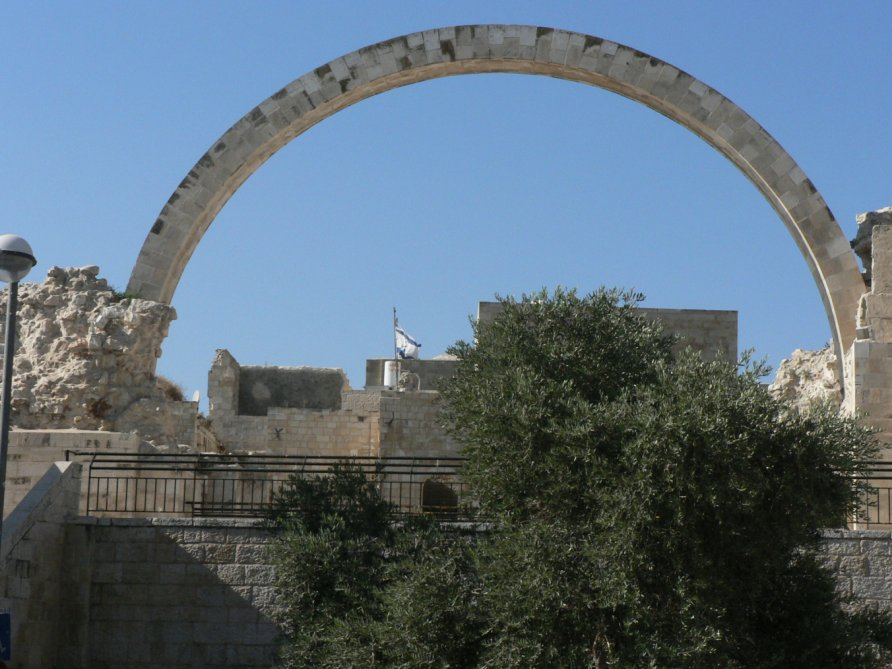
تصویری از بنای یادبود قوس طاق کنیسای خوربا که در سال ۱۹۴۸ میلادی، به دست ارتش اردن ویران شد.

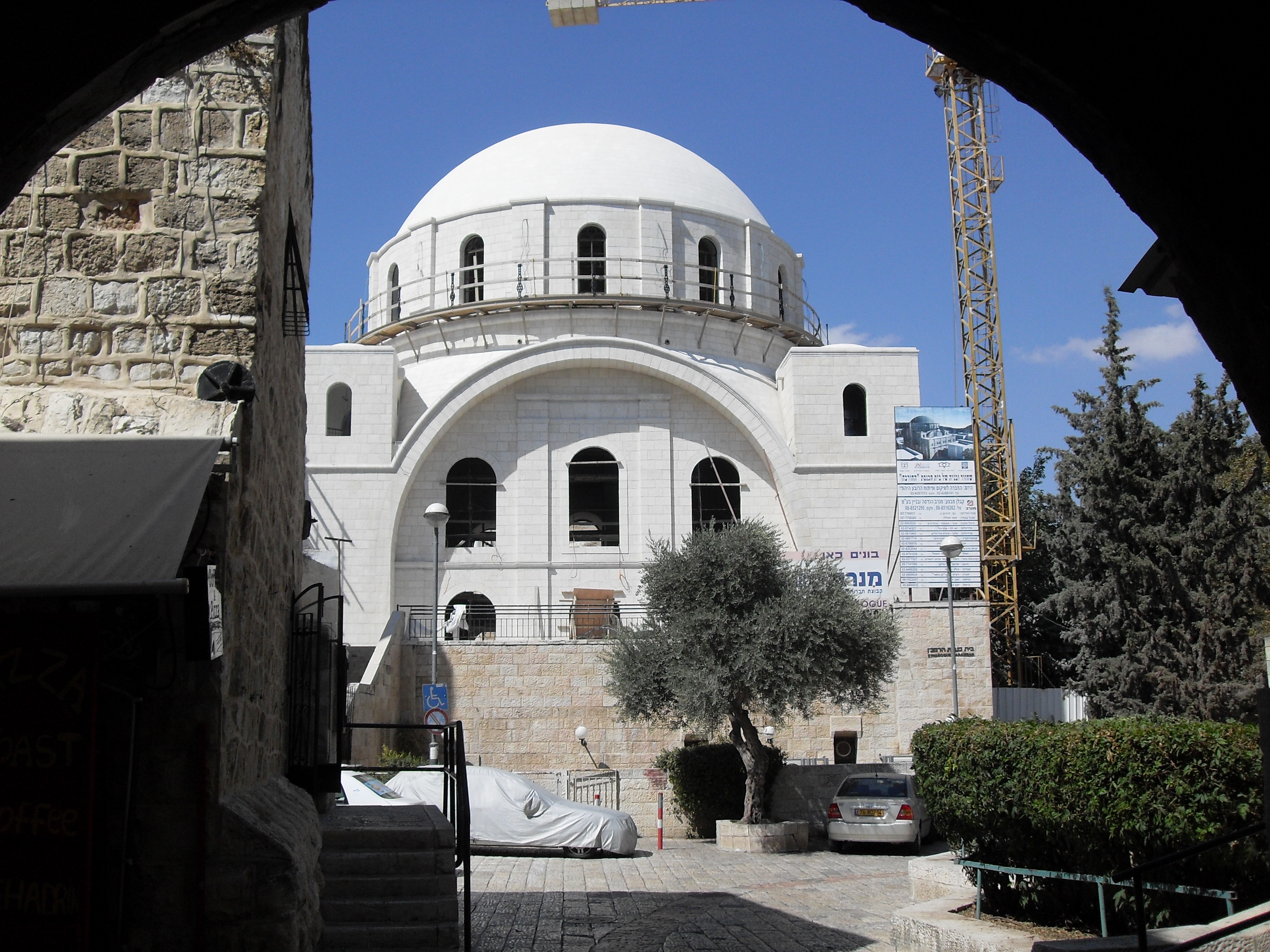
تصویری از ساختمان جدید کنیسای خوربا در سال ۲۰۰۹ میلادی.

کنیسای خوربا در دهه ۱۸۶۰ میلادی، بر روی خرابه‌های کنیسهٔ کوچکی بنا شد که در طول چندین سده، ویران گشته‌بود.
در جریان جنگ‌های ۱۹۴۸ میلادی، ارتش اردن توانست شرق اورشلیم را تحت کنترل خود درآورد. به اعتقاد وزارت امور خارجه اسرائیل، ارتش اردن در طول مدتی که شرق اورشلیم را در اشغال داشت، دست به ویران‌کردن آثار و بناهای مرتبط با یهودیان پرداخت و کنیسای خوربا را که در آن‌زمان بزرگ‌ترین نیایش‌گاه یهودیان بود را منفجر ساخت و آن را تقریباً با خاک یکسان کرد. تنها بخشی از دیوار اصلی کنیسای خوربا و قوس طاق آن باقی‌ماند.
در تاریخ ۱۵ مارس ۲۰۱۰ میلادی، کنیسای خوربا پس از سال‌ها تعمیر و بازسازی در مراسمی بازگشایی شد.